# Parasarcophaga knabi
Espèce
Parasarcophaga knabi est une espèce de diptère de la famille des Sarcophagidae décrite par Parker en 1923.